# جسر قسنطينة (الجزائر العاصمة)
بلدية من بلديات ولاية الجزائر التابعة لدائرة بئر مراد رايس.
- عدد سكان البلدية في 2006: 71,814ن
- الرمز البريدي 16261

## أحياء بلدية جسر قسنطينة

### عين النعجة القديمة
نجد فيها اقدم المنازل والمزارع بمنطقة عين النعجة

### عين النعجة
تبلغ مساحة الهضبة 250 هكتار، وتحتوي على عدة احياء:
- حي 630 مسكن
- حي جيلالي عماري 2248 مسكن
- حي 1036 مسكن
- حي ديار الخدمة
- حي 385 مسكن (كناب)
- حي إسماعيل روحا 720 مسكن
- حي مورسي 1074 مسكن
- حي عبد القادر حضرية 237 مسكن
- حي عثمان بوزيد 310 مسكن
- حي محمد شنون 196 مسكن
- حي ايت قاسي عزو محند اورابح ( حي النسيم )
- حي محمد بونبيرات
- حي الطاهر العايب ( حي الحياة )
- حي 17 أكتوبر 1961
- حي 8 ماي 1945
- حي محمد خنوش
- حي علي علي
- حي عبد الرحمن بلزرق
- حي احمد تاعزيبت
- حي محمد رضوان 202 مسكن
- حي سعيد رمضان 224 مسكن
- حي سوناتيبا 390 مسكن

### السمار
حي انشئ في عام 1950 بجانب محطة السكة الحديدة والمنطقة الصناعية، اضيفت عدة احياء لمنطقة السمار سنة 1990 كما نجد العديد من تجار الجملة.
-حي كازناف.
-حي السقالة.

### عين المالحة
انشئت المنطقة في عام 2000 وهي تحتوي على احياء جديدة
- حي مسعود زوغار
- حي بلحاج بوشايب

## الوديان
يتضمن إقليم هذه البلدية العديد من الوديان منها:
- وادي الحراش

## مواضيع ذات صلة
- تاريخ ولاية الجزائر
- بلديات ولاية الجزائر
- دوائر ولاية الجزائر